# 布拉托柳比夫卡 (戈爾諾斯塔伊夫卡區)
46°51′57″N 33°51′45″E / 46.86583°N 33.86250°E
布拉托柳比夫卡（烏克蘭語：Братолюбівка）是位於烏克蘭南部的村莊，由赫爾松州卡霍夫卡區的康斯坦丁尼夫卡市鎮負責管轄。該村始建於1902年，面積19平方公里，海拔高度60米，2001年人口341，人口密度每平方公里18人。